# Iové
Iové, dříve pejorativně označováni jako Nosu („lidé černé kosti“), jsou etnická skupina žijící především v Číně. Jejich počet se blíží sedmi či osmi milionům. Malé skupiny žijí i ve Vietnamu a Thajsku. Živí se především zemědělstvím, ale i chovem dobytka či řemeslnictvím.